# Wilhelm Furtwängler

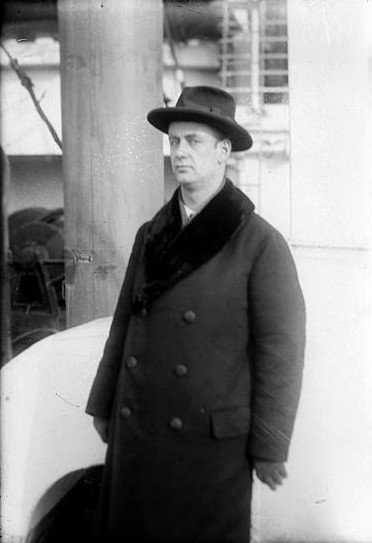

Wilhelm Furtwängler (Berlín, 25 de enero de 1886 – Baden-Baden, 30 de noviembre de 1954) fue un director de orquesta y compositor alemán, considerado uno de los más notables del siglo XX y de la historia.

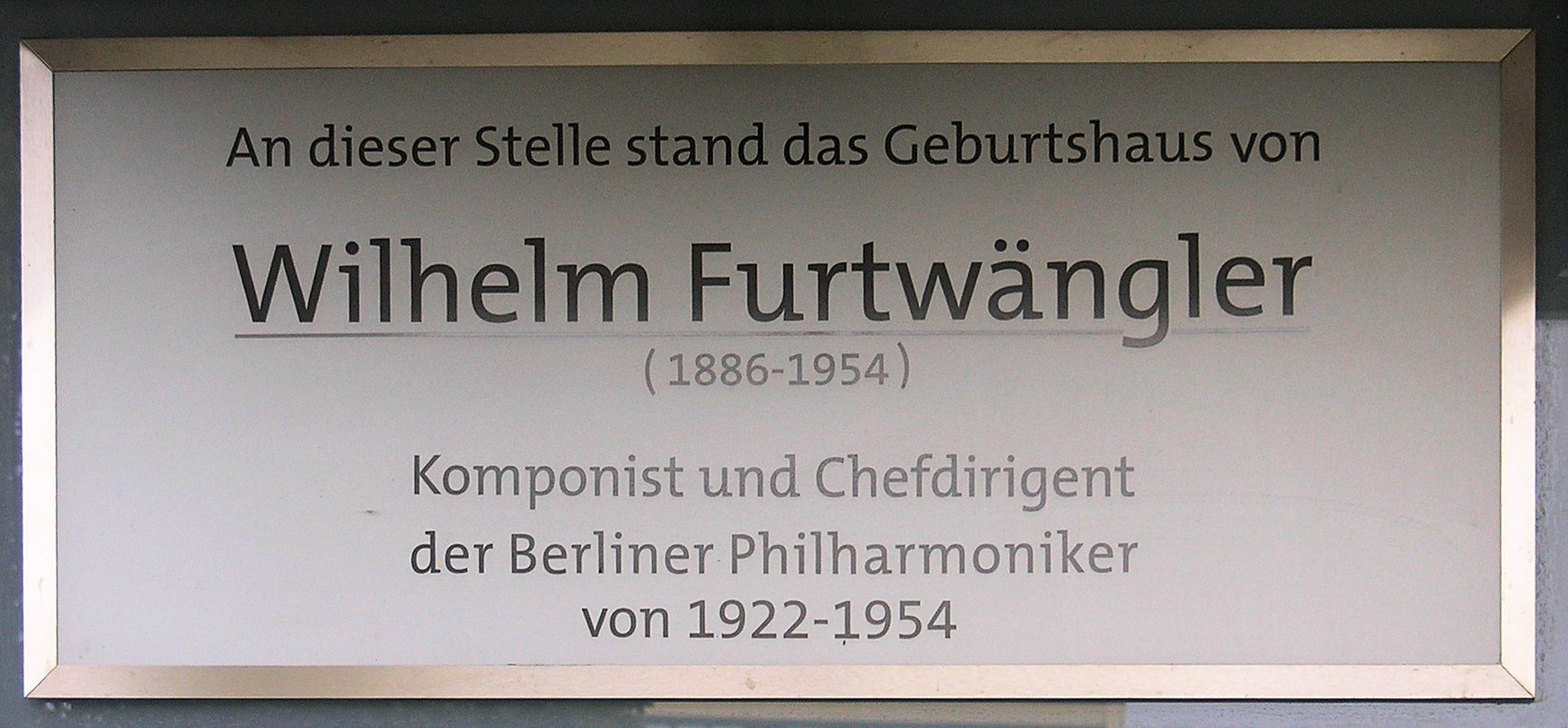
Placa en la casa natal

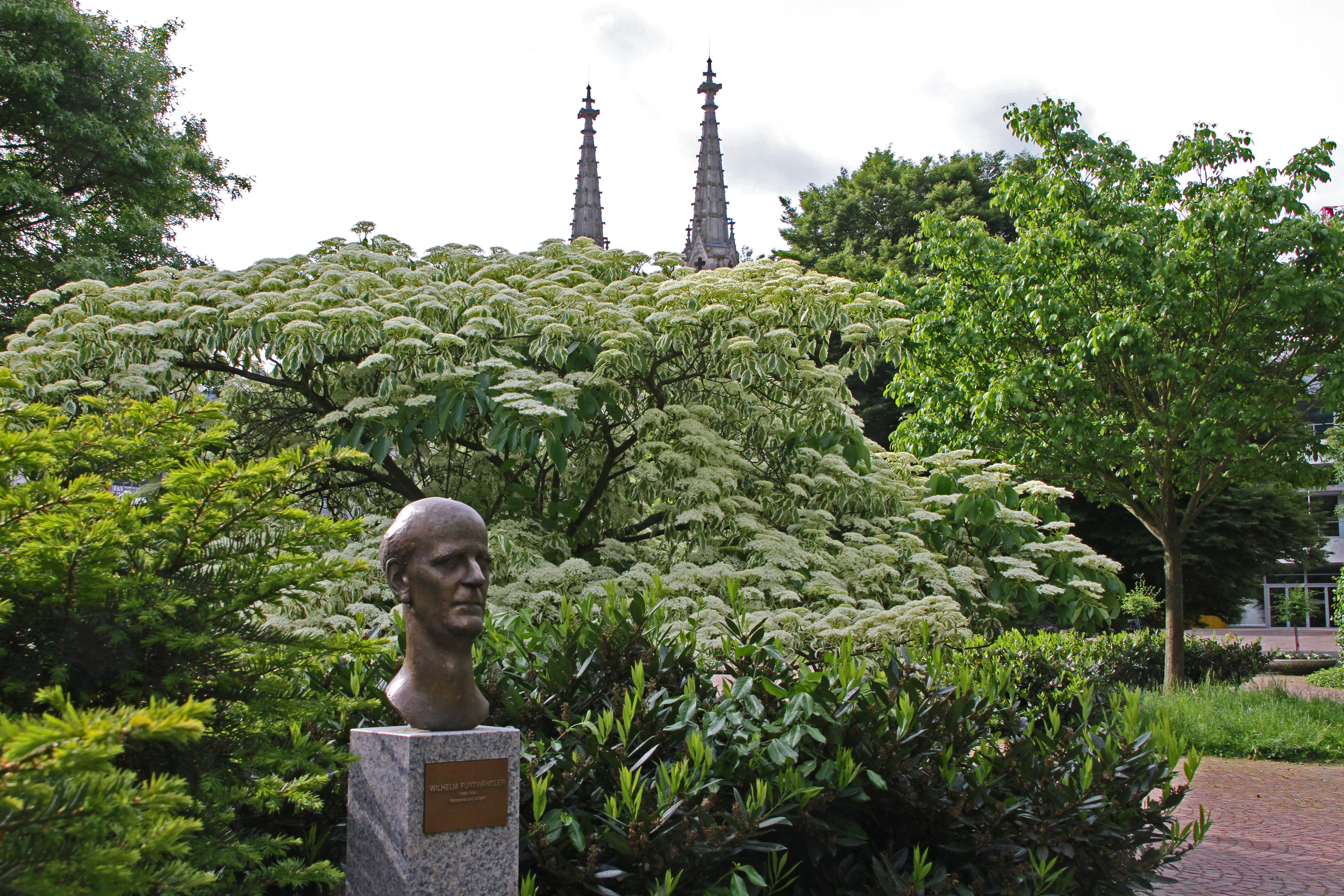
Busto de Wilhelm Furtwängler en Baden-Baden

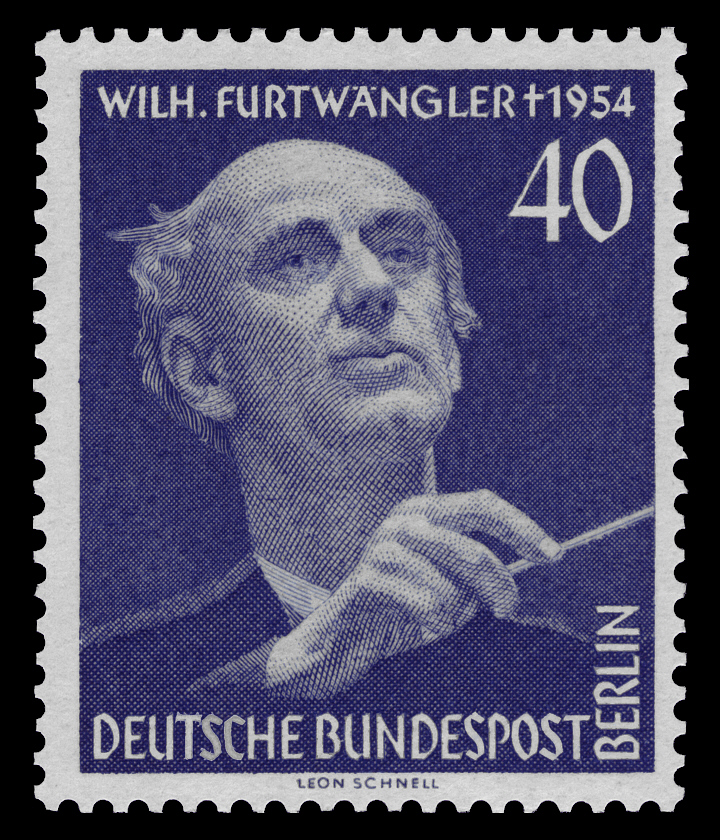
Furtwängler en un sello de Berlín oeste.

## Vida y carrera
Gustav Heinrich Ernst Martin Wilhelm Furtwängler nació en la casa del 25 Maassenstrasse en el distrito de Schöneberg, Berlín, en el seno de una eminente familia de intelectuales y científicos originaria de la Selva Negra.
Su padre Adolf Furtwängler era un importante arqueólogo y Adelheid Wendt su madre fue pintora y muy ligada a la música (su padre fue amigo de Johannes Brahms), su hermano fue Walter (1887-1967) y sus hermanas Marit (1891-1971) y Annele (1900).
Pasó su infancia en Schwabing en Múnich, donde su padre enseñaba en la universidad. Recibió educación musical desde muy pequeño con Josef Rheinberger, Max von Schillings, Conrad Ansorge y Felix Mottl, desarrollando un temprano amor por la música de Beethoven, compositor al que permaneció estrechamente ligado durante toda su vida. Un viaje a Grecia con su padre lo marcó para siempre[cita requerida].
A los veinte años, en el tiempo que Furtwängler debutaba en la dirección, había ya compuesto varias obras. Sin embargo, no fueron bien recibidas y, sumado a la inseguridad económica que significaba una carrera como compositor, decidió concentrarse en la dirección.
En su primer concierto, dirigió la Orquesta Kaim (hoy Orquesta Filarmónica de Múnich) en la Sinfonía n.º 9 de Anton Bruckner. Seguidamente obtuvo puestos de dirección en diversos teatros de Múnich, Lübeck, Mannheim, Fráncfort y Viena, antes de asegurarse un empleo en la Staatskapelle de Berlín y en la Staatsoper Unter den Linden (sucediendo a Richard Strauss) en 1920, y en 1922, en la Orquesta de la Gewandhaus de Leipzig (donde sucedió a Arthur Nikisch) y también en la prestigiosa Orquesta Filarmónica de Berlín de la que fue su regente hasta finales de la Segunda Guerra Mundial, siendo reemplazado entre 1945 y 1952 por Sergiu Celibidache. Regresó en 1952 hasta su muerte en 1954 y fue sucedido por Herbert von Karajan, su rival.
Fue también director musical de la Orquesta Filarmónica de Viena, del Festival de Salzburgo y del Festival de Bayreuth, donde dirigió producciones entre los años 1927 y 1944.
Hacia el final de la guerra, bajo la extrema presión del Partido Nazi, Furtwängler se fue a Suiza. Después del proceso de desnazificación, del que fue exonerado en 1946, volvió a dirigir en 1947 en Salzburgo y Lucerna. En enero de 1948, en París, Londres y Berlín. En abril dio ocho conciertos en el Teatro Colón de Buenos Aires y luego en Italia y Austria. Su visita a Chicago, en cambio, fue boicoteada por artistas que lo acusaron de colaboracionismo.
En los primeros cuatro años de la década de 1950 desarrolló febril actividad, estrenó las Cuatro últimas canciones de Richard Strauss con Kirsten Flagstad en Londres, grabó para la RAI El anillo del nibelungo en La Scala (un acto por día), regresó a Buenos Aires, El Cairo, Edimburgo, Viena, Lucerna, Berlín y dio dos conciertos en Caracas. Además, grabó el célebre registro de Tristán e Isolda para el sello EMI en Londres.
Se repuso de una grave pulmonía contraída en 1953 pero volvió a contraerla en un viaje en tren y murió en 1954 en Baden-Baden. Había comprado un chalet en la localidad suiza de Montreux (Clarens, Basset Coulon), que solo usó unos meses. Está enterrado en el cementerio de Heidelberg junto a su madre y a su hermana Marit, esposa de Max Scheler.

## Vida privada
Su relación con Bertel Hildebrand, hija del escultor Adolf von Hildebrand, no se concretó en matrimonio (ella se casó con el compositor Walter Braunfels).
Casado con la danesa Zitla Lund entre 1923-1931, tuvo un largo romance anterior con la violinista Melanie Michaelis (1882-1969).
Se casó en segundas nupcias en 1943 con Elisabeth Ackermann Furtwängler (1910-2013, de soltera Albert y viuda de Hans Ackermann), con quien tuvo su hijo Andreas E. Furtwängler (*1944).

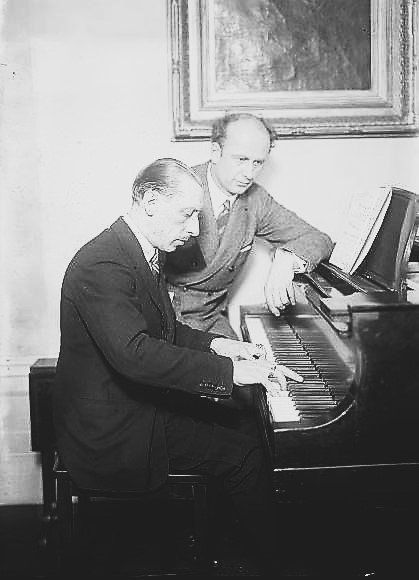
Stravinsky y Furtwängler.

## Estilo de dirección
Furtwängler tenía una técnica de dirección única. Los vídeos muestran sus movimientos torpes y desgarbados como si fuese un médium en trance. Sus gestos parecen tener poca relación con el ritmo musical, mientras que sus movimientos físicos fueron descritos como el de un "títere en una cuerda" por uno de los músicos de la orquesta. Pese a esto, o quizás gracias a esto, por su estilo no ortodoxo, los músicos quedaban hipnotizados por su dirección. Sus mejores interpretaciones están caracterizadas por una profunda sonoridad, llevadas por el bajo, de vuelo lírico y fuertes extremos de emoción que coexisten con una lógica. Fue exponente de una manera subjetiva e hiperexpresiva de entender la interpretación orquestal, y uno de los que mejor supo expresar la grandeza épica y la emoción interiorizada de las grandes páginas del repertorio romántico y tardorromántico germano, de los que fue un maestro indiscutible. Muchos críticos y comentaristas lo consideran entre los más grandes directores de la historia.
Son célebres sus lecturas de Beethoven, Brahms, Bruckner y Wagner. Sin embargo, también apoyó la música del siglo XX y fue conocido por dirigir los estrenos de obras modernas, como el Concierto para Orquesta de Béla Bartók, Paul Hindemith, Arnold Schönberg, Hans Pfitzner y Richard Strauss, entre otros.

## Relación con el Partido Nazi
La relación y la actitud de Furtwängler hacia Adolf Hitler y el Partido Nazi fue un tema hasta hoy muy controvertido. Cuando los nazis llegaron al poder en 1933, Furtwängler fue muy crítico hacia ellos. Se atrevió a dirigir el prohibido Félix Mendelssohn y en 1934, se le prohibió dirigir el estreno de la ópera Mathis der Maler de Paul Hindemith, y Furtwängler renunció en protesta a su puesto en la Ópera de Berlín (hoy Staatsoper Unter den Linden) en el que estuvo solo un año.
En 1936, cuando Furtwängler se encontraba cada vez más insatisfecho con el régimen, hubo signos de que iba a seguir los pasos de Erich Kleiber, cuando se le ofreció el puesto de director principal en la Orquesta Filarmónica de Nueva York, donde sucedería a Arturo Toscanini. Es posible que Furtwängler aceptase el puesto, pero un reportaje en la columna berlinesa de la Associated Press, posiblemente por orden de Hermann Göring, decía que deseaba retomar su puesto en la Ópera de Berlín. Esto causó que en Nueva York los ánimos se tornasen contra él; desde su punto de vista, ello significaba que Furtwängler daba todo su apoyo al Partido Nazi.
Hoy es ampliamente aceptado que esa no fue la realidad (Furtwängler siempre rechazó dar el saludo nazi, por ejemplo, e incluso hay grabaciones en las que se le observa limpiando su mano después de dársela a Goebbels), y que su rechazo al Partido Nacionalsocialista prevaleció hasta su muerte.
Furtwängler fue sin duda alguna el más importante director que decidió quedarse en la Alemania nazi. Otros muchos directores muy conocidos que trabajaban en Alemania y Austria se marcharon cuando los nazis llegaron al poder, bien porque eran judíos, bien porque estaban en desacuerdo con las políticas nazis. Entre los directores que abandonaron el país están Bruno Walter, Otto Klemperer, Erich Kleiber, Fritz Busch, Fritz Stiedry y Jascha Horenstein (véase Categoría:Músicos que abandonaron la Alemania Nazi).
Por ser un ícono cultural, Furtwängler fue tratado relativamente bien por los nazis; tenía un prestigioso perfil y era una figura cultural importante. En la guerra cultural entablada entre Joseph Goebbels y Hermann Göring por el dominio de la cultura Furtwängler fue utilizado como arma contra el ascendente joven austríaco Herbert von Karajan, afiliado al partido nazi.
Sus conciertos eran frecuentemente transmitidos por radio a las tropas alemanas para elevarles la moral, si bien estaba limitado por las autoridades en lo que se le permitía dirigir. Su actitud hacia los judíos sigue siendo controvertida hasta hoy. Por un lado, alabó a artistas judíos como Artur Schnabel y aparentemente salvó algunos judíos miembros de la Filarmónica de Berlín de los campos de concentración, pero por otro lado fue crítico en lo que consideraba la dominación judía en la prensa.
Hacia 1944 era visto con malos ojos por las autoridades nazis, incluso se lo consideró entre los posibles conspiradores del complot del 20 de julio de 1944 para matar a Hitler. Según Albert Speer, en diciembre de 1944 Furtwängler le preguntó si es que Alemania tenía alguna oportunidad de ganar la guerra. Speer le dijo que no y le aconsejó al director que se trasladase a Suiza por las posibles persecuciones nazis.
De hecho, Furtwängler escapó a Suiza poco después de un concierto en Viena con la Orquesta Filarmónica de Viena el 28 de enero de 1945. En aquel concierto dirigió una versión de la Sinfonía n.º 2 de Brahms que fue grabada en cinta y es considerada como una de sus grandes versiones.
Tras la guerra, las grabaciones radiofónicas fueron confiscadas por la Unión Soviética, que en 1990 devolvió una copia a la República Federal de Alemania.

## Desnazificación
En su doble proceso de desnazificación, primero en Viena y luego en Berlín, se acusó a Furtwängler de apoyar al nazismo al permanecer en Alemania, tocando en actividades del partido nazi y haciendo un comentario antisemita contra el director en parte judío Victor de Sabata que por otra parte, había sido amigo personal de Benito Mussolini, quizás una de las razones por las que tocó en Alemania durante el régimen nazi. Sin embargo, con el tiempo aclaró todos esos cargos.
Como parte de su discurso final en su proceso de desnazificación, Furtwängler dijo:

Yo sabía que Alemania se encontraba en una terrible crisis; me sentía responsable por la música alemana, y que era mi misión el sobrevivir a esta crisis, del modo que se pudiera. La preocupación de que mi arte fuera mal usado como propaganda ha de ceder a la gran preocupación de que la música alemana debía ser preservada, que la música debía ser ofrecida al pueblo alemán por sus propios músicos. Este público, compatriota de Bach y Beethoven, de Mozart y Schubert, aun teniendo que vivir bajo el control de un régimen obsesionado con la guerra total. Nadie que no haya vivido aquí en aquellos días posiblemente pueda juzgar cómo eran las cosas.

¿Acaso Thomas Mann [quien fue crítico de las acciones de Furtwängler] realmente cree que en la Alemania de Himmler a uno no le debería ser permitido tocar a Beethoven? Quizás no lo haya notado, pues la gente lo necesitaba más que nunca, nunca antes anhelaba tanto oír a Beethoven y a su mensaje de libertad y amor humano, que precisamente estos alemanes, que vivieron bajo el terror de Himmler. No me pesa haberme quedado con ellos. Citado de The Furtwängler Record de John Ardoin.

A diferencia de Arthur Rubinstein y Vladimir Horowitz, el violinista sir Yehudi Menuhin estuvo entre su defensores junto a otros judíos como Bruno Walter y Nathan Milstein. En 1933 Menuhin rechazó tocar con él, pero a finales de los años 1940 —después de una investigación personal sobre Furtwängler— comenzó a apoyarlo y tocó junto a él. Entre sus defensores figuraron Boleslav Barlog, Sergiu Celibidache, Ernest Ansermet, Hugo Strelitzer, Paul Hindemith, Szymon Goldberg y su secretaría judía Berta Geissmar.
La obra teatral Taking Sides (1995), del dramaturgo británico Ronald Harwood, trata acerca de las acusaciones estadounidenses contra Furtwängler por haber servido al régimen nazi. En 2001 dicha obra sirvió de base para una película de István Szabó con Harvey Keitel y Stellan Skarsgård en el rol de Furtwängler, que en español se llamó Requiem por un imperio. 

## Influencias
Uno de los protegidos de Furtwängler fue el pianista Karl Robert Kreiten, que fue colgado por los nazis en 1943 (la pieza teatral "Requiem por K.Kreiten" de Heinrich Riemenschneider, estrenada en 1987, trata el tema).
También tuvo una importante influencia sobre el director y pianista Daniel Barenboim, del que la viuda de Furtwängler, Elisabeth Furtwängler, dijo: «Er furtwänglere» ("Él furtwänglerea"). Posteriormente Barenboim grabaría la Sinfonía n° 2 del director con la Orquesta Sinfónica de Chicago.
Las interpretaciones de Furtwängler de Beethoven, Bruckner y Wagner permanecen referenciales hasta hoy. Directores como Zubin Mehta, Carlos Kleiber, Claudio Abbado y cantantes como Dietrich Fischer Dieskau han testimoniado su veneración por las versiones del director.

## Premios y reconocimientos
- 1929 - Pour le Mérite
- 1939 - Legión de Honor (prohibida por Hitler)
- 1952 - Orden del Mérito de la República Federal de Alemania
- 1955 - Plaza Furtwängler en Viena
- 1990 - Establecimiento del Premio Wilhelm Furtwängler (Plácido Domingo fue el primer galardonado)

## Grabaciones notables
Hay una gran cantidad de grabaciones de Furtwängler actualmente disponibles, muchas de conciertos en vivo. Muchas de esas grabaciones fueron realizadas durante la Segunda Guerra Mundial usando tecnología experimental de cintas. Después de la guerra fueron confiscadas por la Unión Soviética por décadas y solo recientemente han sido ampliamente disponibles, a menudo en muchos sellos legítimos e ilegales. A pesar de las limitaciones sonoras, las grabaciones de esta época son muy admiradas por su intensidad por los seguidores de Furtwängler.
Esta es solo una pequeña selección de algunas de las grabaciones más famosas de Furtwängler. Para mayor información ver lista de grabaciones actualmente disponibles Archivado el 28 de marzo de 2008 en Wayback Machine..
- Beethoven: Sinfonía n.º 3; en vivo; Filarmónica de Viena, diciembre de 1944 (Grammofono 2000, Magic Master, Music & Arts, Preiser, Tahra).

- Beethoven: Sinfonía n.º 5; en vivo; Filarmónica de Berlín, junio de 1943 (Classica d'Oro, DG, Enterprise, Music & Arts, Opus Kura, Tahra).

- Beethoven: Sinfonía n.º 7; en vivo; Filarmónica de Berlín, noviembre de 1943 (Classica d'Oro, DG, Music & Arts, Opus Kura).

- Beethoven: Sinfonía n.º 9; en vivo; Filarmónica de Berlín, marzo de 1942 (Archipel, Classica d'Oro, Music & Arts, Opus Kura, Tahra).

- Beethoven: Sinfonía n.º 9, versión en vivo en la reapertura del Bayreuther Festspiele con Elisabeth Schwarzkopf, Elisabeth Höngen, Hans Hopf y Otto Edelmann (EMI 1951). Se considera que esta grabación tiene una duración de 74 minutos en CD.

- Brahms: Sinfonía n.º 1; en vivo; Orquesta Sinfónica de la Radio del Norte de Alemania, Hamburg, October 1951 (Music & Arts, Tahra).

- Brahms: Sinfonía n.º 2; en vivo; Filarmónica de Viena, enero de 1945 (DG, Archipel, Grammofono 2000, Music & Arts).

- Brahms: Sinfonía n.º 3; en vivo; Filarmónica de Berlín, diciembre de 1949 (EMI).

- Brahms: Sinfonía n.º 4; en vivo; Filarmónica de Berlín, octubre de 1948 (EMI).

- Bruckner: Sinfonía n.º 5; en vivo; Filarmónica de Berlín, octubre de 1942 (Classica d'Oro, DG, Music & Arts).

- Bruckner: Sinfonía n.º 8; en vivo; Filarmónica de Viena, octubre de 1944 (DG, Music & Arts).

- Bruckner: Sinfonía n.º 9; en vivo; Filarmónica de Berlín, octubre de 1944 (DG).

- Furtwängler: Sinfonía n.º 2; en vivo; Filarmónica de Viena, febrero de 1953 (Orfeo).

- Mozart: Don Giovanni. Festival de Salzburgo de 1953 y 1954 (EMI y otros).

- Schubert: Sinfonía n.º 9; en vivo; Filarmónica de Berlín, 1942 (DG, Magic Master, Music & Arts, Opus Kura).

- Schumann: Sinfonía n.º 4. Filarmónica de Berlín, mayo de 1953 (DG).

- Chaikovski: Sinfonía n.º 6 "Pathétique". Filarmónica de Berlín, 1938 (HMV, EMI, Naxos).

- Wagner: Tristan und Isolde. Kirsten Flagstad, HMV, julio de 1952 (EMI, Naxos)

## Obras notables

### Música orquestal
- Sinfonía n.º 1 en si menor
- Sinfonía n.º 2 en mi menor
- Sinfonía n.º 3 en do sostenido menor
- Obertura en mi bemol mayor
- Concierto sinfónico para piano y orquesta

### Música de cámara
- Quinteto para piano en do mayor
- Sonata para violín n.º 1 en re menor
- Sonata para violín n.º 2 en re mayor

### Música coral
- Te Deum para coro y orquesta

## Estrenos notables
- Bartók: Concierto para piano n.° 1, el compositor como solista, Orquesta del Teatro, Fráncfort del Meno, 1 de julio de 1927.
- Schoenberg: Variaciones para orquesta, Op. 31, Orquesta Filarmónica de Berlín, Berlín, 2 de diciembre de 1928.
- Hindemith: Suite de Mathis der Maler, Orquesta Filarmónica de Berlín, Berlín, 11 de marzo de 1934.
- Richard Strauss, Cuatro últimas canciones, Kirsten Flagstad como solista, Orquesta Philharmonia, Londres, 22 de mayo de 1950.

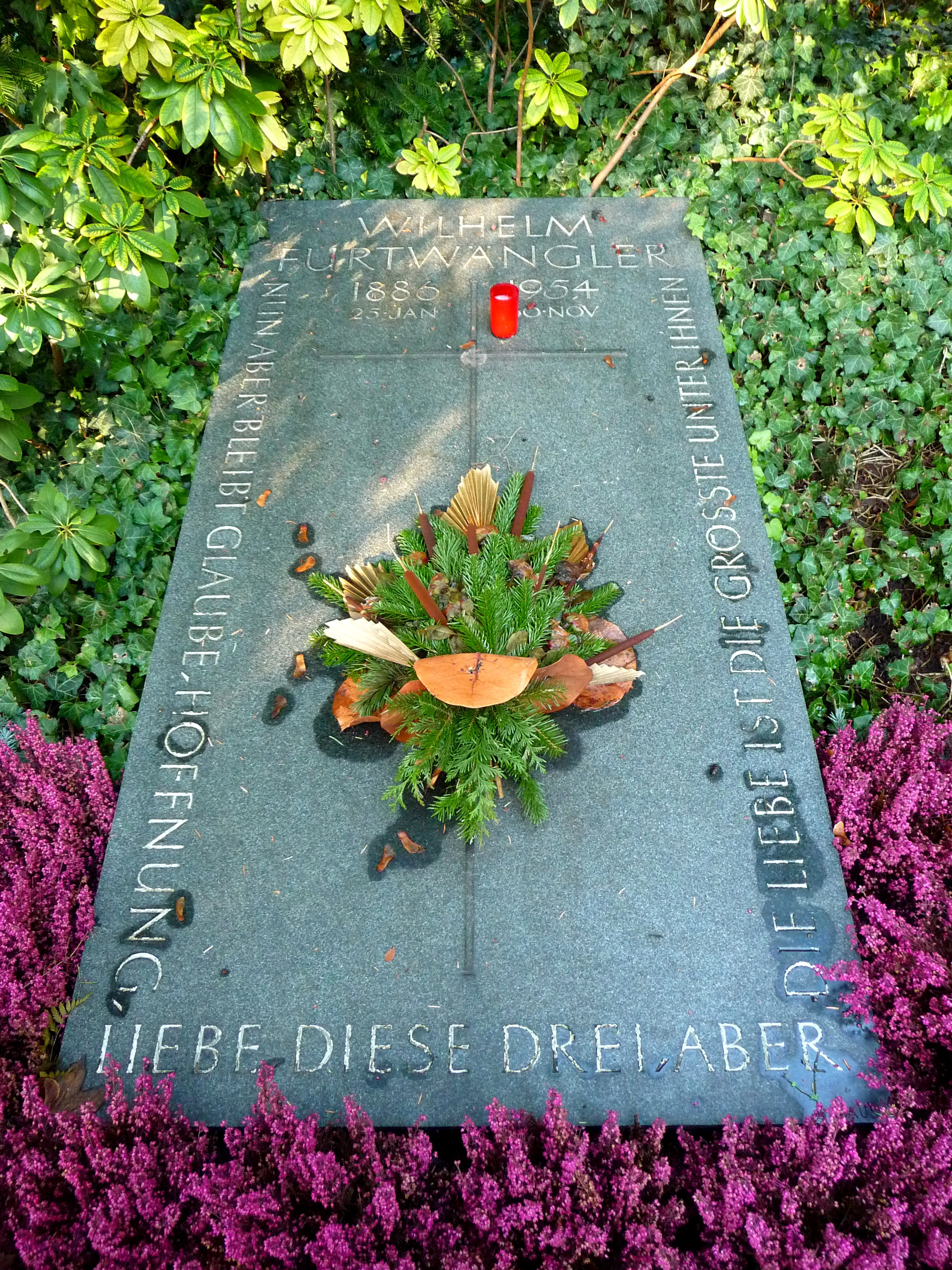
Tumba en Heidelberg

| Predecesor: Arthur Nikisch     | Kapellmeister, Orquesta de la Gewandhaus de Leipzig 1922-1928 | Sucesor: Bruno Walter        |
| Predecesor: Arthur Nikisch     | Director Musical, Orquesta Filarmónica de Berlín 1922-1945    | Sucesor: Leo Borchard        |
| Predecesor: Felix Weingartner  | Director Principal, Orquesta Filarmónica de Viena 1927-1930   | Sucesor: Clemens Krauss      |
| Predecesor: Sergiu Celibidache | Director Musical, Orquesta Filarmónica de Berlín 1952-1954    | Sucesor: Herbert von Karajan |